# Catedrais de Gelo e Pedra
Catedrais de gelo e pedra é um livro escrito por Daniel Garcia (nascido em Resende e radicado na Bahia), que fala da sua experiência, vivida em La Paz, quando cursava medicina, num momento conturbado da política na América do Sul.
O livro aborda também o período da ditadura militar na Bolívia e seus diversos golpes militares enquanto o escritor morava neste país. Também apresenta a cultura boliviana e seu povo além das descrições de inúmeras aventuras por diversos pontos turísitcos do pais.